# Myiothlypis conspicillata
Myiothlypis conspicillata là một loài chim trong họ Parulidae.